# بيت ذيبان (حجة)

تعديل مصدري - تعديل

بيت ذيبان هي إحدى قرى عزلة جبل عيان بمديرية حجة التابعة لمحافظة حجة، بلغ تعداد سكانها 9 نسمة حسب تعداد اليمن لعام 2004.